# Harry Herman
Harry Herman (1946–1979) was een Vlaams volkszanger die woonachtig was in Leuven. Hij is vooral bekend door hitjes als De trein en Mademoiselle de Paris. Zijn nummers zijn later verschenen op verschillende verzamelalbums van Vlaamse hits. Hij overleed op 33-jarige leeftijd aan kanker.

## Discografie

### Singles
| Jaar | A-kant                         | B-kant                        | Platenmaatschappij |
| ---- | ------------------------------ | ----------------------------- | ------------------ |
| 1964 | Toen ik jou voor het eerst zag | Wees toch niet zo droevig     | Polydor            |
| 1968 | De trein                       | Gloria Hallelujah             | Polydor            |
| 1970 | Een kwestie van leven          | Ik ween om jou                | Pims               |
| 1970 | Hoeveel?                       | Nachtmerrie                   | Monopole Records   |
| 1966 | Mademoiselle de Paris          | Te mooi om te vergeten        | Polydor            |
| 1968 | Mister babyface                | Hier is geen geluk zonder jou | Polydor            |
| 1968 | Het meisje van mijn hart       | Meer dan al die andere        | Polydor            |
| ?    | Rozen hebben altijd doornen    | Gloria                        | Basart             |

### Album
| Jaar | Titel                   | Platenmaatschappij |
| ---- | ----------------------- | ------------------ |
| ?    | Mijn grootste suksessen | Polydor            |

### Op verzamelalbums
| Jaar | Titel                                                      | Album                                               | Platenmaatschappij |
| ---- | ---------------------------------------------------------- | --------------------------------------------------- | ------------------ |
| 1966 | Amigo mio, Te mooi om te vergeten en Mademoiselle de Paris | Toppers Uit Vlaanderen                              | Polydor            |
| ?    | De trein en Ik heb gedroomd                                | Toppers Uit Vlaanderen (vol. 3)                     | Polydor            |
| ?    | Vaderhanden, De man en het kind en Papa, leer mij dromen   | Voor vader en moeder                                | Polydor            |
| 1972 | Scheldesprookje                                            | Scheldeliederen                                     | Pims               |
| 1983 | Mademoiselle de Paris                                      | 24 Hitsouveniers Uit Vlaanderen                     | Philips            |
| 1991 | De trein                                                   | Oude Vlaamse Hits Uit Het Familie Album 1961 - 1970 | Arcade             |